# Bajonettliljesläktet
Bajonettliljesläktet (Sansevieria) är ett växtsläkte i familjen Sparrisväxter med cirka 50 arter från södra och östra Afrika, Arabiska halvön och Indien. Flera arter är välkända krukväxter i Sverige, vanligast svärmors tunga (Sansevieria trifasciata). Namnet bajonettlilja kan syfta på arterna svärmors tunga eller på den närbesläktade fiberbajonettliljan.
Bajonettliljorna är fleråriga, suckulenta örter med krypande jordstammar, vanligen utan ovanjordiska stammar. Bladen är läderartade till köttiga, platta till cylindriska, ibland tilltrycka från sidan. Blomställningen är en klase eller kvast men fjällika blad vid basen. Blommorna är tvåkönade, ensamma eller i samlingar, doftande och de sitter på blomstjälkar som är delvis sammanväxta mot basen. Kalkbladen är sex och sammanvuxna mot basen till en tydlig blompip, flikarna är smala och kronan symmetrisk. Ståndarna är sex, utskjutande. Fruktämnet är översittande. Frukten är ett bär med 1-3 frön.

## Odling
De är vanligen mycket lättodlade och extremt tåliga. Förökas vanligen genom delning eller bladsticklingar.